# Борз
Борз (рум. Borz) — село у повіті Біхор в Румунії. Входить до складу комуни Шоймі.
Село розташоване на відстані 392 км на північний захід від Бухареста, 48 км на південний схід від Ораді, 108 км на захід від Клуж-Напоки, 125 км на північний схід від Тімішоари.

## Населення
За даними перепису населення 2002 року у селі проживали 239 осіб. Рідною мовою 238 осіб (99,6%) назвали румунську.
Національний склад населення села:
| Національність | Кількість осіб | Відсоток |
| -------------- | -------------- | -------- |
| румуни         | 220            | 92,1%    |
| цигани         | 18             | 7,5%     |